# Pavia di Udine
Pavia di Udine é uma comuna italiana da região do Friuli-Venezia Giulia, província de Udine, com cerca de 5.614 habitantes. Estende-se por uma área de 34,58 km², tendo uma densidade populacional de 162 hab/km². Faz fronteira com Bicinicco, Buttrio, Manzano, Mortegliano, Pozzuolo del Friuli, Pradamano, Santa Maria la Longa, Trivignano Udinese, Udine.

## Demografia
| Variação demográfica do município entre 1861 e 2011                               |
|                                                                                   |
| Fonte: Istituto Nazionale di Statistica (ISTAT) - Elaboração gráfica da Wikipedia |